# تپه تخت شاه ۲
تپه تخت شاه ۲ مربوط به سده‌های میانه دوران‌های تاریخی پس از اسلام است و در شهرستان زابل، بخش میانکنگی، دهستان قرقری، ۱/۸ کیلومتری جنوب غربی روستای تخت عدالت واقع شده و این اثر در تاریخ ۲۸ اسفند ۱۳۸۵ با شمارهٔ ثبت ۱۸۹۷۰ به‌عنوان یکی از آثار ملی ایران به ثبت رسیده‌است.